# 野球イギリス代表
野球イギリス代表（やきゅうイギリスだいひょう）は、イギリスにおける野球のナショナルチームである。サッカーやラグビーユニオンなどのスポーツとは異なり、全英を代表する。WBSCヨーロッパに加盟するイギリス野球連盟によって運営されている。WBSC世界ランキングは18位（2023年11月2日発表時点）。

## 歴史
代表チームの歴史は古く、ワールドカップには1938年の第1回大会に出場。アメリカ代表との二カ国対抗戦という形ではあったが、5回戦制のこの大会を4勝1敗で勝ち、最初の優勝国となった。しかし、ヨーロッパではオランダ、イタリアとの上位争いになかなか絡むことは出来なかった。
欧州野球選手権における最高成績は1967年、2007年、2023年の準優勝。2007年はアメリカ合衆国、カナダ、オランダ、フランス、ドイツ、ポルトガルなどの国外でプレーするイギリス系選手を招集し、2008年北京オリンピックの世界最終予選への進出を決めたが、選手招集が上手くいかないことや、資金難を理由に世界最終予選出場を辞退した。
2006年に創設されたワールド・ベースボール・クラシック（WBC）については、初めて予選が導入された2013年開催の第3回大会から予選に参加している。
第3回大会の予選では、代表メンバーにイギリス系アメリカ人、旧イギリス領バハマ出身の選手なども名を連ねた。2012年9月20日〜24日にドイツ・レーゲンスブルクで開催された予選2組に振り分けられ、初戦でカナダに大敗するが、敗者復活1回戦でチェコに勝利。しかし、敗者復活2回戦でドイツに大敗して本大会出場はならなかった。
2016年9月にニューヨークのブルックリンで開催された第4回大会の予選4組では、初戦でイスラエルに敗れた後、敗者復活1回戦でパキスタン、敗者復活2回戦でブラジルに勝利し敗者復活決勝戦に進出したものの、再度対戦したイスラエルにまたも敗れ本大会出場を逃した。
2022年9月には、ドイツ・レーゲンスブルクで開催された第5回大会の予選A組に参加した。母親がイギリス領香港出身のため代表資格を持つバンス・ウォーリーをはじめとするメジャーリーグでのプレー経験がある4選手や、シアトル・マリナーズ傘下に所属するプロスペクトで両親がイギリス生まれのためアメリカとイギリスの二重国籍を有するハリー・フォードなどを擁し、フランス、ドイツ、スペインに3連勝。初となる本大会進出を決めた。
2023年3月の本大会では1次ラウンドC組に振り分けられ、アリゾナ州フェニックスのチェイス・フィールドでアメリカ、メキシコ、カナダ、コロンビアと対戦した。39,650人の観衆が集まった初戦はアメリカに2-6で敗れ、続くカナダ戦も8-18で2連敗となったが、3月13日のコロンビア戦に7-5で勝利し、初出場にして大会初勝利を挙げた。最終成績は1勝3敗で同組4位となり、第6回大会の参加権（予選免除）を獲得した。
同年9月には、チェコで開催された欧州野球選手権に参加。グループステージでスウェーデン、ハンガリー、イタリアに3連勝して決勝トーナメントに進出すると、準々決勝では開催国チェコ、準決勝ではドイツを破り2007年大会以来となる決勝進出。決勝ではスペインに11-2で敗れたものの、過去最高に並ぶ準優勝の好成績を収めた。WBCに続いて代表入りし、1番打者としてチームを牽引したハリー・フォードは大会の最多打点（12）及び最多盗塁（5）を獲得する活躍を見せた。

## 主な成績

### ワールド・ベースボール・クラシック
| 回 | 年   | 開催地                                                                       | 順位            |
| -- | ---- | ---------------------------------------------------------------------------- | --------------- |
| 1  | 2006 | アメリカ合衆国の旗 · 日本の旗 · プエルトリコの旗                             | 不参加          |
| 2  | 2009 | アメリカ合衆国の旗 · 日本の旗 · プエルトリコの旗 · メキシコの旗 · カナダの旗 | 不参加          |
| 3  | 2013 | アメリカ合衆国の旗 · 日本の旗 · プエルトリコの旗 · 中華民国の旗              | 予選敗退        |
| 4  | 2017 | アメリカ合衆国の旗 · 日本の旗 · 大韓民国の旗 · メキシコの旗                  | 予選敗退        |
| 5  | 2023 | アメリカ合衆国の旗 · 日本の旗 · 中華民国の旗                                 | 1次ラウンド敗退 |
| 6  | 2026 |                                                                              | 出場権獲得      |

### オリンピック
| 回 | 年   | 開催地     | 順位      |
| -- | ---- | ---------- | --------- |
| 26 | 1992 | バルセロナ | 予選敗退  |
| 27 | 1996 | アトランタ | 予選敗退  |
| 28 | 2000 | シドニー   | 予選敗退  |
| 29 | 2004 | アテネ     | 予選敗退  |
| 30 | 2008 | 北京       | 予選敗退※ |
| 33 | 2021 | 東京       | 予選敗退  |

※欧州予選で2位となり世界最終予選の出場権を獲得したものの、資金難などの問題を理由に同予選を辞退した。

### WBSCプレミア12
| 回 | 年   | 開催地                                                | 順位                                     |
| -- | ---- | ----------------------------------------------------- | ---------------------------------------- |
| 1  | 2015 | 日本の旗 · 中華民国の旗                               | 参加資格無し（世界ランキング25位のため） |
| 2  | 2019 | 日本の旗 · 中華民国の旗 · 大韓民国の旗 · メキシコの旗 | 参加資格無し（世界ランキング38位のため） |
| 3  | 2019 | 日本の旗 · 中華民国の旗 · メキシコの旗                | 参加資格無し                             |

### ワールドカップ
- 1938年 - 優勝

### インターコンチネンタルカップ
- 参加歴なし

### 欧州選手権
- 1967年（英語版） - 準優勝
- 1969年（英語版） - 予選敗退
- 1971年（英語版） - 7位
- 1973年（英語版） - 予選敗退
- 1975年（英語版） - 予選敗退
- 1977年（英語版） - 予選敗退
- 1979年（英語版） - 予選敗退
- 1981年（英語版） - 予選敗退
- 1983年（英語版） - 予選敗退
- 1985年（英語版） - 予選敗退
- 1987年（英語版） - 予選敗退
- 1989年（英語版） - 7位
- 1991年（英語版） - 8位
- 1993年（英語版） - 予選敗退
- 1995年（英語版） - 予選敗退
- 1997年（英語版） - 9位
- 1999年（英語版） - 9位
- 2001年（英語版） - 10位
- 2003年（英語版） - 9位
- 2005年（英語版） - 7位
- 2007年 - 準優勝
- 2010年 - 7位
- 2012年 - 11位
- 2014年 - 9位
- 2016年 - 9位
- 2019年 - 9位
- 2021年 - 6位
- 2023年 - 準優勝

## 世界ランキング
WBSCが発表している男子野球世界ランキングにおいて、イギリスの順位は以下の通りである。
| 回 | 発表日         | 順位 | 変動 | ポイント |
| -- | -------------- | ---- | ---- | -------- |
| 1  | 2012年12月31日 | 21   | +-0  | 64.69    |
| 2  | 2014年12月31日 | 25   | 4    | 50.56    |
| 3  | 2016年12月31日 | 29   | 4    | 233      |
| 4  | 2018年9月25日  | 38   | 9    | 141      |
| 5  | 2018年12月17日 | 38   | +-0  | 141      |
| 6  | 2019年12月31日 | 31   | 7    | 273      |
| 7  | 2020年3月18日  | 31   | +-0  | 273      |
| 8  | 2021年6月28日  | 33   | 2    | 189      |
| 9  | 2021年8月11日  | 32   | 1    | 189      |
| 10 | 2021年12月31日 | 24   | 8    | 418      |
| 11 | 2022年12月31日 | 22   | 2    | 450      |
| 12 | 2023年3月28日  | 20   | 2    | 882      |
| 13 | 2023年8月15日  | 20   | +-0  | 929      |
| 14 | 2023年10月5日  | 18   | 2    | 1142     |
| 15 | 2023年11月2日  | 18   | +-0  | 1142     |

## 代表選手
- 2013 ワールド・ベースボール・クラシック・イギリス代表
- 2017 ワールド・ベースボール・クラシック・イギリス代表
- 2023 ワールド・ベースボール・クラシック・イギリス代表